# 皇学馆大学
皇学馆大学（日語：皇學館大学）是一所位於日本三重縣的私立大学。

## 历史
1882年前身神宫皇学馆建立，1962年改制为新制大学，是日本仅有的两所提供神道课程的大学之一，另一所是国学院大学。